# Calle Reyes Católicos (Palma de Mallorca)
La calle Reyes Católicos (en catalán, Carrer Reis Catòlics) es una calle situada en la ciudad de Palma de Mallorca, capital de las Islas Baleares, en España.

## Descripción
Su nombre hace referencia a Fernando V e Isabel I, los Reyes Católicos, quienes tras su matrimonio en 1469 unificaron los dos mayores reinos de la península ibérica, Castilla y Aragón. La calle está situada en el Distrito Levante de la ciudad y atraviesa los barrios de Pedro Garau, La Soledad y Son Canals. Une la calle Manacor con la calle Aragón, dos de las principales arterias circulatorias de Palma. Tiene una longitud total de 1120 metros.

## Transporte
En autobús queda conectado mediante las siguientes líneas de la EMT: 
| Línea | Trayecto               | Recorrido | Frecuencia |
| ----- | ---------------------- | --------- | ---------- |
| 7     | Son Rapiña- Son Gotleu | Recorrido | 10 minutos |